# Héctor Rodríguez Castro
Héctor Vicente Rodríguez Castro (Río Chico, estado Miranda,  26 de marzo de 1982) es un abogado y político venezolano, que ha tenido varios cargos, tanto en la presidencia de Hugo Chávez como en la de Nicolás Maduro. Entre el periodo 2021-2024 ejerció el cargo de Gobernador del estado Miranda, siendo separado del cargo el 10 de septiembre tras su designación como Ministro del Poder Popular para la Educación.

## Biografía
Héctor Rodríguez nació en Río Chico, Estado Miranda, el 26 de marzo de 1982, siendo hijo de Pedro Vicente Rodríguez, exviceministro de Participación en el despacho de Educación, luego defensor en la Defensoría del Pueblo y también rector de la Universidad Politécnica Territorial de Barlovento «Argelia Laya»; y de Jazmín Castro, una maestra mirandina. Está casado con Dubraska Moreno, con la que tiene dos hijos: Sebatián e Inti.

## Carrera política

### Inicios en la política

#### Dirigente estudiantil (UCV)
Héctor Rodríguez inició su vida política como dirigente estudiantil de la Universidad Central de Venezuela. En 2004, logra la presidencia del centro de estudiantes de la escuela de Derecho de la UCV, bajo la bandera del movimiento Proyecto Integración Estudiantil (PIE54), y alcanza mayor relevancia, en 2005, en la Secretaría de Reivindicaciones de la Federación de Centros de Estudiantes de la Universidad Central de Venezuela.
Saltó a la palestra nacional, al participar en un debate televisado en cadena nacional, que se llevó a cabo entre estudiantes de oposición y estudiantes chavistas. El debate fue transmitido en la Asamblea Nacional, el 7 de junio de 2007.

#### Miembro del PSUV
Rodríguez se convirtió en el único joven que fue elegido por las bases psuvistas como miembro de la dirección nacional del PSUV, en 2008. Junto a un grupo de jóvenes socialistas de todo el país funda la Juventud del PSUV, organización de la que hasta el momento es Coordinador Nacional.

### Gobierno de Hugo Chávez
Fue designado por Hugo Chávez como Ministro del Despacho de la Presidencia, el 3 de agosto de 2008, cargo que desempeñó hasta diciembre del mismo año. Luego, fue designado como Viceministro de Políticas Estudiantiles, adscrito al Ministerio de Educación Superior, el 3 de marzo de 2009. Al mismo tiempo, se desempeñó como Vicerrector de Asuntos Sociales de la Universidad Nacional Experimental de la Fuerza Armada Nacional Bolivariana (UNEFA).
Posteriormente, seria designado como Ministro de Deporte, desde el 23 de junio de 2010. En febrero de 2011, fue designado como Segundo Vicepresidente para el Área Social, abandonando dicha posición el 21 de abril de 2013, tras ser asignado como Ministro de la Juventud.

### Diputado a la Asamblea Nacional (2016 - 2017)
El 9 de enero de 2014, fue designado como Ministro del Poder Popular para la Educación, hasta su separación del cargo, el 4 de septiembre de 2015, para ser candidato a diputado a la Asamblea Nacional de Venezuela. Fue elegido diputado lista por el estado Bolívar para el período 2016-2021, en las elecciones parlamentarias del 6 de diciembre de 2015, por el Gran Polo Patriótico.
Luego, el 30 de julio de 2017, es electo miembro de la Asamblea Nacional Constituyente por el municipio Páez del estado Miranda.

### Gobernador del Estado Miranda (2017-2024)
Tras ser elegido como miembro de la Asamblea Nacional Constituyente, y después de 4 días de haber asumido el curul, Rodríguez es anunciado como candidato del Partido Socialista Unido de Venezuela (PSUV) a la gobernación del Estado Miranda en las elecciones regionales del 15 de octubre de 2017. Quien anunció su candidatura fue el presidente de la República, Nicolás Maduro, afirmando que Rodríguez «será el próximo gobernador del estado Miranda».
Rodríguez ganó las elecciones, al obtener 641.735 votos (52,78%), frente al candidato de Primero Justicia y de la gestión de Henrique Capriles, Carlos Ocaríz, quien alcanzó 555.347, es decir, el 45,67% del total. El 17 de octubre de 2017, asumió como gobernador del estado en la población de Yare, debido a que en ese lugar obtuvo el mayor número de votos.
Luego, en las elecciones regionales de Venezuela de 2021, es reelecto en su cargo como gobernador de Miranda para el período 2021-2025.

## Negociaciones en Barbados
El 9 de julio de 2019, inició una mesa de negociación en Barbados, participando representantes del oficialista Nicolás Maduro y del opositor Juan Guaidó. En torno a las negociaciones en Barbados, surgieron diversas especulaciones, entre ellas, las de unas posibles elecciones acordadas entre el gobierno chavista y la oposición, mostrando como principal contendiente oficialista a Héctor Rodríguez; sin embargo, dicha candidatura no se daría.